# Тимко Олег Миколайович
Оле́г Микола́йович Тимко (1985—2015) — солдат Збройних сил України, учасник російсько-української війни.

## Короткий життєпис
Закінчив 9 класів Обухівської ЗОШ № 3, Кооперативний економічний технікум. Протягом 2003—2004 років проходив строкову службу в ЗСУ. Після закінчення військової служби працевлаштувався на Київський картонно-паперовий комбінат — машиніст автоматизованих ліній з виробництва гофроящиків.
З травня 2014 року мобілізований, стрілець, 11-й окремий мотопіхотний батальйон. Брав участь у бойових операціях.
7 квітня 2015-го загинув, намагаючись допомогти пораненим побратимам, під час вчиненого російськими збройними формуваннями артилерійського обстрілу селища Опитне Ясинуватського району — на лінії розмежування з окупованою територією. Тоді ж смертельно поранений старший солдат батальйону «Київська Русь» Віктор Гуменюк.
Похований у місті Обухів 10 квітня 2015-го.

## Нагороди та вшанування
За особисту мужність і героїзм, виявлені у захисті державного суверенітету та територіальної цілісності України, вірність військовій присязі під час російсько-української війни, відзначений — нагороджений
- 27 червня 2015 року — орденом «За мужність» III ступеня.
- 23 серпня 2016 року в Обухові відбулося урочисте відкриття меморіальних дошок на честь вшанування пам'яті Олексія Бакки, Олександра Рачинського, Володимира Сергеєва, Олега Тимка.